# Monestir de Dionís
El Monestir de Dionís (grec: Μονή Διονυσίου), anomenat així pel seu fundador, Sant Dionís de Korissós, és un monestir ortodox a l'estat monàstic de la Muntanya d'Atos a Grècia. La Muntanya d'Atos està inscrita a la llista del Patrimoni de la Humanitat de la UNESCO des del 1988.
El monestir ocupa el cinquè lloc en la jerarquia dels monestirs de la Muntanya Atos. És un dels vint monestirs autònoms a Atos, i es va dedicar a Sant Joan Baptista.